# Dương Mai, Dung

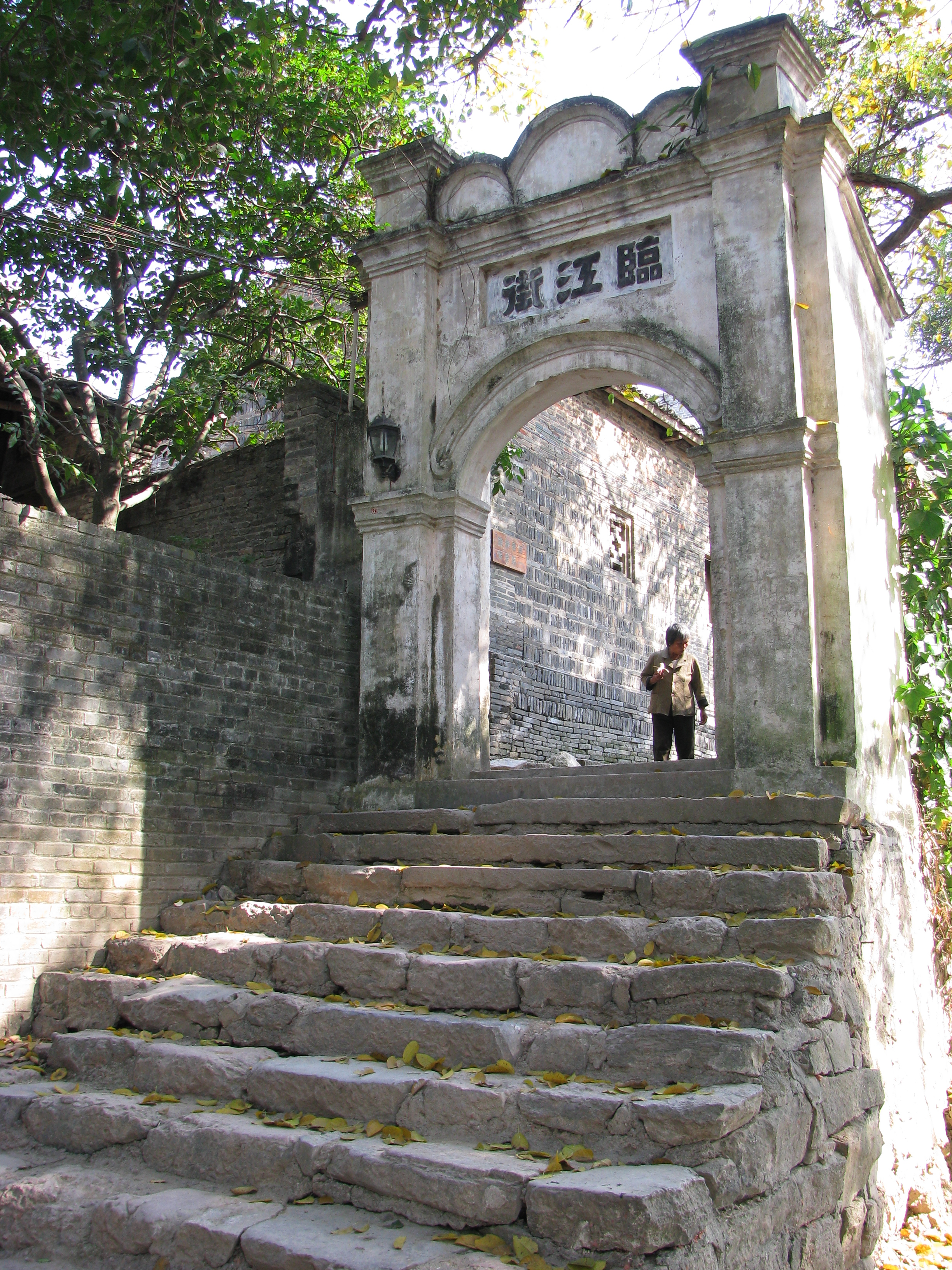
Một trong các cổng cổ nhìn ra phía sông của tường thành Dương Mai

Dương Mai (chữ Hán: 杨梅; bính âm: Yángméi) là một trấn cổ tại huyện Dung trong địa cấp thị Ngọc Lâm, khu tự trị Quảng Tây, Trung Quốc, khoảng 30 km từ thành phố Nam Ninh. Trấn cổ này chứa một loạt các kiến trúc từ thời phong kiến, chủ yếu từ thời nhà Minh và nó là một điểm đến của ngành du lịch Trung Quốc. Nó được đặt tên theo một loại quả có nhiều tại khu vực này là dương mai (Myrica rubra).
Dân cư của trấn này hiện tại khoảng 5.300 người.

## Hình ảnh

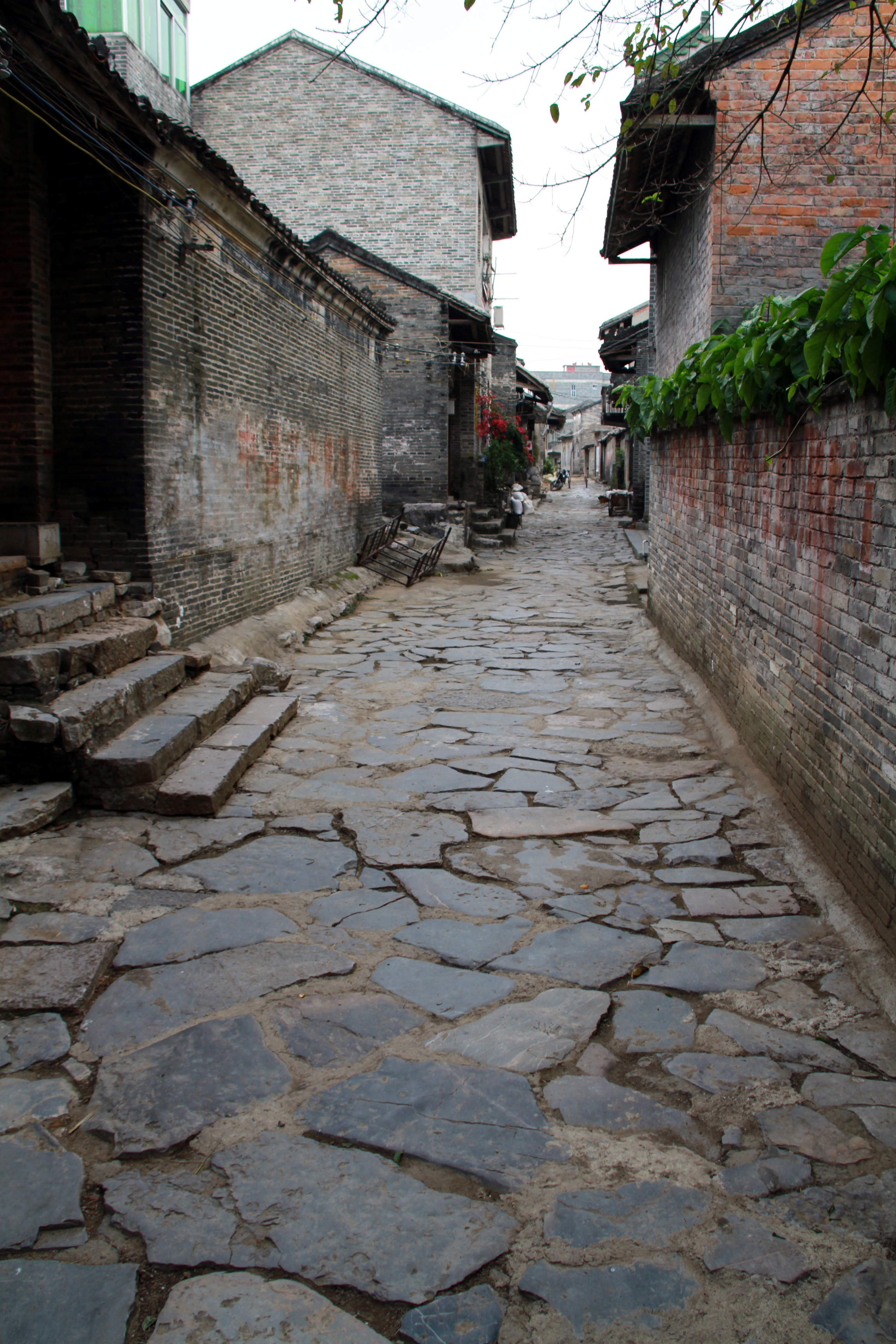
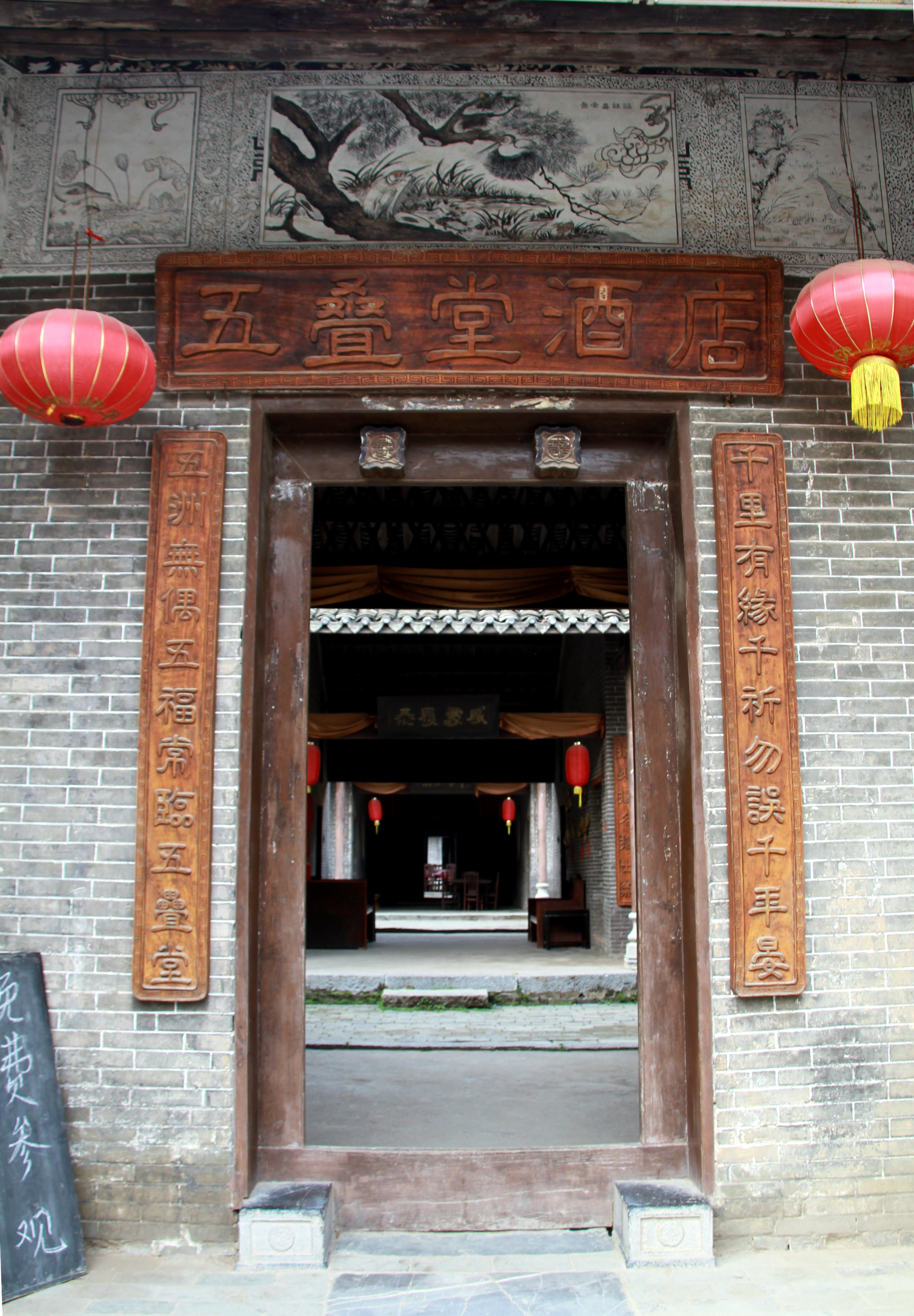